# Stasina japonica
Stasina japonica är en spindelart som beskrevs av Embrik Strand 1906. Stasina japonica ingår i släktet Stasina och familjen jättekrabbspindlar. Inga underarter finns listade i Catalogue of Life.